# Andrena pecosana
Andrena pecosana là một loài Hymenoptera trong họ Andrenidae. Loài này được Cockerell mô tả khoa học năm 1913.